# مسجد جمعه بالاکن
مسجد جمعه بالاکن (انگلیسی: Juma Mosque) یا مسجد مناره یک مسجد و بنای تاریخی در شهر بالاکن کشور جمهوری آذربایجان است. ساخت این مسجد در سال ۱۸۶۷ میلادی آغاز شد و در سال ۱۸۷۷ به پایان رسید.
این مسجد با ابلاغیه شماره ۱۳۲ کابینه وزیران جمهوری آذربایجان در تاریخ ۲ اوت ۲۰۰۱ میلادی در فهرست آثار تاریخی و فرهنگی با اهمیت ملی قرار گرفت.
مسجد جمعه بالاکن در خیابان محمد اسدوف شهر بالاکن واقع شده است بنا بر کتیبه روی مسجد، ساخت آن در سال ۱۸۶۷ میلادی آغاز شد و در سال ۱۸۷۷ به پایان رسید.